# Tecnologia 6D
A tecnologia 6D uma tecnologia livre de código aberto que permite um serviço de realidade aumentada em seis dimensões, permitindo novas experiências virtuais, desenvolvida em 2014 pela empresa Metaio, que permite-nos explorar imagens em 3 dimensões e mover-nos através delas.
A tecnologia em 6D é considerada uma revolução, pois permite que a visualização do objeto projetado seja alterada não apenas com a mudança de posição do observador, mas também ocorrendo a mudança de direção e da intensidade de iluminação sobre o objeto. Possibilita a exibição de imagens mais realistas: dando a ilusão muito mais convincente de profundidade, distância, posição e, tamanho dos objetos.

## Funcionamento
A tecnologia 6D simula imagens tridimensionais conforme o observador muda seu ponto de vista, através do uso de uma série de lentes de plástico que ficam sobrepostas à imagem do objeto. De maneira que a visualização dos objetos projetados é alterada pela posição de quem olha e pelas mudanças de direção e de acordo com intensidade da luz que o ilumina.
Permite recriar meios virtuais no mundo real já que permite aos usuários de telefones inteligentes explorarem a realidade usando as câmeras de seus dispositivos, junto com o aplicativo SLAM que trabalha com os sensores do smartphone, ligando assim o mundo real ao virtual, projetando na tela do dispositivo, permitindo que o usuário se mova em 360º por este. Assim, cada passo que damos na realidade, nos permite nos mover através do palco de realidade aumentada que visualizamos com a câmera.

## Aplicações

### Entretenimento
O principal objetivo desta tecnologia é maximizar a experiência virtual dos videojogos, para dar uma sensação maior de participação ao usuário, como se se estivesse a jogar no mundo real. Esta tecnologia também pode ser utilizada no cinema, projetando imagens sumamente realistas e até dando a sensação de interação com as personagens.

### Medicina
Esta tecnologia também se aplicou à medicina, devido à qualidade das imagens que gera. Mais especificamente utiliza-se para realizar ecografías com ótima precisão e clareza. Com as equipes de tecnologia 6D, pode-se avaliar o coração e o cérebro fetal e assim descartar má-formações como o lábio leporino ou a espinha bífida entre outras com antecipação. Também se utilizou no âmbito da ginecologia, permitindo imagens coloridas do útero e diagnosticar com mais precisão, graças as ondas sonoras que chocam com o elemento a ser estudar e que posteriormente são traduzidos em dados que se podem visualizar em uma tela em forma de imagens em tempo real.

### Educação
No entanto, também se contemplam outros possíveis usos desta tecnologia. Por exemplo, considera-se a opção de aplicar ao setor educativo com tal de possibilitar o estudo ou conhecimento a partir de passeios através de lugares longínquos ou históricos ou outro tipo de experiências educativas envolventes como navegar através da capa eletronica de um átomo.

## Comparação com 3D
Verifique uma imagem em três dimensões exibida na tela de um cinema. Por mais que pareça realista, independente do ângulo que este é visualizado, o objeto sempre terá a mesma imagem. Agora imagine um holograma, que possui a propriedade de exibir a mesma imagem de maneiras diferentes, dependendo do ângulo de visão do observador. Embora os hologramas sejam mais realistas que as imagens em 3D, este ainda sofre uma limitação: não é capaz de interagir com a iluminação do ambiente real.